# 최별이
최별이(1982년 8월 22일 ~ )는 대한민국의 레이싱 모델이다.  키 173 몸무게 50

## 경력

### 레이싱모델 경력
- 2011년 - 넥센타이어 레이싱모델
- 2011년 - 티빙 슈퍼레이스 챔피언십 킥스 레이싱모델
- 2011년 - 서울모터쇼 스바루 모델
- 2011년 - 지스타 레드파이브 모델
- 2010년 - 부산모터쇼 현대자동차 모델
- 2009년 - 서울모터쇼 아우디 레이싱모델
- 2009년 - CJ O 슈퍼레이스 챔피언십 시케인 레이싱모델